# NGC 7
NGC 7 je prečkasta spiralna galaksija v ozvezdju Kiparja. Njen navidezni sij je 13,47m. Od Sonca je oddaljena približno 16,6 milijonov parsekov, oziroma 54,14 milijonov svetlobnih let.
Galaksijo je odkril John Herschel 27. septembra 1834.